# Шмулевич, Соломон Яковлевич
Соломо́н Я́ковлевич Шмуле́вич (1890, Тифлис — 1918, Владикавказ) — активный участник революционного движения на Кавказе, работник республиканского штаба Красной Армии.

## Биография
Соломон Яковлевич Шмулевич родился в Тифлисе в семье ремесленника. Закончил 5-ю мужскую гимназию на Авлабаре. До 1917 года работал на Центральном телеграфе. В 1917 году за революционную деятельность был выслан из Грузии. Приехав во Владикавказ, он сразу включился в революционную работу. В 1918 году Шмулевич являлся членом Владикавказского Совета рабочих и солдатских депутатов, а 3 июля был введен в состав Владикавказского комитета РКП(б).
В 1918 году погиб от рук контрреволюционеров во время Августовских событий во Владикавказе.

## Память
- Именем Соломона Шмулевича названа улица во Владикавказе.
- Похоронен в братской могиле в Комсомольском парке, которая является объектом культурного наследия регионального значения.